# Wojciechów (Kraśniczyn)
Wojciechów – część wsi Kraśniczyn w Polsce położona w województwie lubelskim, w powiecie krasnostawskim, w gminie Kraśniczyn.
Leży na południowy zachód od centrum Kraśniczyn, w odległości około 1 km.
Wojciechów to dawny folwark i osada fabryczna (wytwórnia mebli z 1880), położony u zbiegu ulicy Szkolnej i drogi wiodącej do Brzezin. Obecnie nazwa Wojciechów odnosi się do całego ciągu zabudowań wzdłuż ulicy Szkolnej od centrum Kraśniczyna po jego południowe granice na odległości 1,5 km. Dawniej zabudowania te stanowiły odrębną wieś o nazwie Kraśniczyn (względem osady Kraśniczyn). W 1933 roku wieś Kraśniczyn z folwarkiem Wojciechów utworzyły gromadę o nazwie Kraśniczyn-Wieś w gminie Czajki.
W Wojciechowie urodził się Edward Góra (1902-1987) – polski  nauczyciel w szkołach średnich na Wołyniu i w Jarocinie, poeta, prozaik,autor m.in. "Pożegnania z Wołyniem". 
Wierni Kościoła rzymskokatolickiego należą do parafii św. Apostołów Piotra i Pawła w Kraśniczynie.